# Fortnite
Fortnite là một trò chơi sinh tồn phối hợp trên sandbox do Epic Games và People Can Fly phát triển, và Epic Games phát hành. Trò chơi đã được phát hành dưới phiên bản truy cập sớm trả tiền cho các nền tảng Microsoft Windows, macOS, PlayStation 4 và Xbox One vào ngày 25 tháng 7 năm 2017, với phát hành miễn phí dự kiến vào năm 2018. Hiện nay, trò này có dung lượng là 23.2 GB.
Fortnite đưa người chơi đến bối cảnh Trái Đất hiện đại, với sự xuất hiện đột ngột của một cơn bão trên toàn thế giới làm 98% dân số thế giới biến mất, và các sinh vật giống zombie tấn công số người còn sót lại. Epic nhận xét trò chơi này như một sản phẩm lai tạo giữa Minecraft và Left 4 Dead, Fortnite có tối đa bốn người chơi hợp tác làm các nhiệm vụ khác nhau trên các bản đồ ngẫu nhiên để thu thập tài nguyên, xây dựng công sự phòng thủ xung quanh các mục tiêu phòng thủ nhằm giúp chống lại cơn bão + bảo vệ những người sống sót, và xây dựng vũ khí và bẫy để chiến đấu với các làn sóng của những sinh vật đó nhằm mục đích phá hủy các mục tiêu. Người chơi được thưởng thông qua các nhiệm vụ này để cải thiện nhân vật anh hùng của họ, các đội hỗ trợ, và kho vũ khí của vũ khí và bẫy để có thể tiếp tục thực hiện các nhiệm vụ khó khăn hơn. Trò chơi được hỗ trợ thông qua microtransaction để mua các tiền tệ trong trò chơi mà có thể được sử dụng để nâng cấp.
Một kiểu chơi độc lập, Fortnite Battle Royale, dựa trên phong cách trò chơi battle royale nhưng dựa trên cách chơi Fortnite cốt lõi, đã được phát hành cho cùng nền tảng vào tháng 9 năm 2017.